# Consell Insular de Mallorca
El Consell Insular de Mallorca o, abreujadament, Consell de Mallorca és una institució d'autogovern en l'àmbit de l'illa de Mallorca. Va ser creat l'any 1978 arran de l'aprovació del règim de Consells Insulars i instituït oficialment segons el que acorda l'Estatut d'Autonomia de les Illes Balears de 1983. Està regulat per la Llei de Consells Insulars i la legislació de règim local, en funció de si les seves competències deriven de l'estatut o de les pròpies d'una diputació provincial, de la que n'és el seu equivalent insular.
Els consellers electes, des de la seva creació i fins a l'any 2007 eren triats de la mateixa candidatura presentada per cada partit a la circumscripció de Mallorca per a les eleccions al Parlament de les Illes Balears. És a dir, hi havia una única llista de cada formació política per a les dues institucions; si bé existia un mecanisme de renúncies que permetia als electes pertànyer només a una o a l'altra. Però a partir de l'any 2007 els ciutadans elegeixen els consellers insulars de la institució en llistes separades de les del Parlament.
Els òrgans de govern són el Ple, la presidència i el Consell Executiu.
El ple del Consell de Mallorca està integrat per 33 consellers electes, exerceix la iniciativa legislativa davant el Parlament de les Illes Balears, la funció normativa (singularment els reglaments quan es tracti de competències pròpies del Consell), aprova els pressuposts del consell insular, controla l'acció de govern del consell executiu, elegeix el president i en disposa el cessament i exerceix totes les funcions que li atorguen l'Estatut d'Autonomia, les lleis del Parlament de les Illes Balears i les mateixes normes aprovades pel consell insular.
El president del consell de Mallorca és elegit pel ple entre els seus membres; dirigeix el govern i l'administració insulars, i designa i separa lliurement la resta dels membres del consell executiu, en coordina l'acció i és políticament responsable davant el ple.
El consell executiu serà integrat pel president del consell insular, els vicepresidents i els consellers executius. Sens perjudici de les atribucions conferides a altres òrgans de govern, correspon al consell executiu l'exercici de la funció executiva en relació amb les competències del consell insular. Els consellers executius dirigeixen, sota la superior direcció del president del consell insular, els sectors d'activitat administrativa corresponents al departament que encapçalen.
Aquesta estructura, fixada per l'Estatut, és un híbrid entre una administració corporativa (pròpia de l'administració local) i una administració governamental, en la mesura que correspon al Ple l'aprovació dels reglaments de desenvolupament legislatiu, acte administratiu que normalment és propi d'un govern, cercant un paral·lelisme amb l'acció legislativa (inclosa la possibilitat de presentar esmenes per part dels grups), pròpia d'un parlament. Aquesta característica fa dels consells insulars institucions originals, dotades d'un fort poder polític.
Així mateix el Consell de Mallorca pot tenir comissions delegades del Ple. Singularment destacable és la Comissió Insular d'Ordenació del Territori, Urbanisme i Patrimoni Històric (CIOTUPH), que té àmplies competències executives en aquestes matèries.

## Llista de presidents
| No. | Nom                           | Inici                  | Fi                     | Partit |
| --- | ----------------------------- | ---------------------- | ---------------------- | ------ |
| 1.  | Jeroni Albertí i Picornell    | 24 d'abril de 1979     | 27 de setembre de 1982 | UCD    |
| 2.  | Maximilià Morales i Gómez     | 27 de setembre de 1982 | 1983                   | UCD    |
|     | Jeroni Albertí i Picornell    | 1983                   | 1987                   | UM     |
| 3.  | Joan Verger i Pocoví          | 1987                   | 7 de juliol de 1995    | PP     |
| 4.  | Maria Antònia Munar i Riutort | 7 de juliol de 1995    | 27 de juny de 2007     | UM     |
| 5.  | Francina Armengol i Socias    | 7 de juliol de 2007    | 25 de juny de 2011     | PSIB   |
| 6.  | Maria Salom Coll              | 25 de juny de 2011     | 4 de juliol de 2015    | PPIB   |
| 7.  | Miquel Ensenyat Riutort       | 4 de juliol de 2015    | 6 de juliol de 2019    | MÉS    |
| 8.  | Catalina Cladera Crespí       | 6 de juliol de 2019    | 8 de juliol de 2023    | PSIB   |
| 9.  | Llorenç Galmés Verger         | 8 de juliol de 2023    | en el càrrec           | PPIB   |

## Composició del Ple
El ple del Consell de Mallorca està format per 33 consellers, elegits per sufragi universal cada quatre anys. Les eleccions insulars del 26 de maig de 2019 varen donar el següent repartiment d'escons:
| Partit        | Vots   | %     | Consellers | Cap de llista           |
| ------------- | ------ | ----- | ---------- | ----------------------- |
| FSM-PSIB-PSOE | 89.245 | 26,52 | 10         | Catalina Cladera Crespí |
| PP            | 69.286 | 20,59 | 7          | Llorenç Galmés Verger   |
| MÉS           | 42.692 | 12,69 | 4          | Isabel Busquets Hidalgo |
| Cs            | 34.696 | 10,31 | 3          | Beatriz Camiña Pinos    |
| Unides Podem  | 31.986 | 9,51  | 3          | Aurora Ribot Lacosta    |
| El PI         | 30.746 | 9,14  | 3          | Francisca Mora Veny     |
| Vox           | 30.592 | 9,09  | 3          | Pedro Bestard Martinez  |

| PSIB-PSOE | PP | MÉS                                                                                          | Cs                                                                              | Unides Podem                                                                   | El PI                                                                   | Vox                                                                             |
| 1. Catalina Cladera Crespí 2. Andreu Alcover Ordinas 3. Javier De Juan Martín 4. Silvana González San Martín 5. Jaume Tortella Cànaves 6. Lorena Oliver Far 7. Andreu Serra Martínez 8. Maria Antònia Garcias Roig 9. Javier Pascuet De La Riva 10. Josep Lluís Colom Martínez | 1. Llorenç Galmés Verger 2. Antònia Roca Bellinfante 3. Jeroni Salom Munar 4. Raquel Sánchez Collados 5. Mauricio Rovira De Alós 6. Catalina Cirer Adrover 7. Pedro Rosselló Cerdá | 1. Isabel Busquets Hidalgo 2. Guillem Balboa Buika 3. Liniu Siquier Capó 4. Joan Llodrà Gayà | 1. Beatriz Camiña Pinos 2. Oswaldo Cifre Bordoy 3. Margalida Isabel Roig Catany | 1. Aurora Ribot Lacosta 2. Iván Sevillano Miguel 3. Magdalena Gelabert Horrach | 1. Francisca Mora Veny 2. Pedro Soler Cladera 3. Isabel Febrer Gelabert | 1. Pedro Bestard Martinez 2. Maria Cristina Macias Jaume 3. Antonio Gili Millan |

Composició del Consell de Mallorca

- 10 de juliol de 2019: Vicenç Vidal Matas renúncia per a ser anomenat senador autonòmic. La seva substituta fou Liniu Siquier Capó.[4]

### Composició històrica
L'evolució en el repartiment dels consellers per partits polítics des de l'any 1979 és la següent: 
| Candidatura                   | Candidatura | 1979 | 1983 | 1987 | 1991 | 1995 | 1999 | 2003 | 2007 | 2011 | 2015 | 2019 | 2023  |
|                               | AP/PP       | -    | 11   | 13   | 18   | 16   | 16   | 16   | 16   | 19   | 10   | 7    | 13    |
|                               | PSOE        | 6    | 11   | 11   | 11   | 8    | 8    | 9    | 11   | 10   | 7    | 10   | 9     |
|                               | PSM/Més     | 2    | 2    | 2    | 3    | 5    | 4    | 3    | 3    | 4    | 6    | 4    | 4     |
|                               | UM/PI       | -    | 6    | 4    | *    | 2    | 3    | 3    | 3    | -    | 3    | 3    | 2     |
|                               | PCE/EU      | 1    | 0    | 0    | 0    | 2    | 2    | 2    | **   | 0    | 0    | 0    | [ 5 ] |
|                               | Vox         | -    | -    | -    | -    | -    | -    | -    | -    | -    | -    | 3    | 5     |
|                               | Podemos     | -    | -    | -    | -    | -    | -    | -    | -    | -    | 5    | 3    | 0     |
|                               | Cs          | -    | -    | -    | -    | -    | -    | -    | -    | 0    | 2    | 3    | 0     |
|                               | UCD/CDS     | 15   | 0    | 3    | -    | -    | -    | -    | -    | -    | -    | -    | -     |
|                               | UIM         | -    | -    | -    | 1    | -    | -    | -    | -    | -    | -    | -    | -     |
| Total                         | Total       | 24   | 30   | 33   | 33   | 33   | 33   | 33   | 33   | 33   | 33   | 33   | 33    |
| Font: Ministeri de l'Interior |             |      |      |      |      |      |      |      |      |      |      |      |       |

## Consell Executiu
El Consell Executiu del Consell Insular de Mallorca és un òrgan col·legiat del govern insular integrat pel president del Consell, les vicepresidentes i tots els consellers i les conselleres executives al qual correspon l'exercici de la funció executiva en relació amb les competències del Consell Insular, sens perjudici de les atribucions conferides a altres òrgans de govern.
Els departaments del Consell Insular de Mallorca són els òrgans en què s'organitza la institució i que es corresponen amb els diferents sectors de la seva activitat administrativa. Cada departament està dirigit per un conseller executiu o una consellera executiva, a qui corresponen les seves funcions respectives.
| President: Llorenç Galmés |

| Departament                                                       | Titulars                               | Titulars |
| ----------------------------------------------------------------- | -------------------------------------- | -------- |
| Departament                                                       | 9 de juliol de 2019                    |          |
| Vicepresidenta primera, Cultura, Patrimoni i Política Lingüística | Isabel Busquets Hidalgo (MÉS)          |          |
| Vicepresidenta segona, Sostenibilitat i Medi Ambient              | Aurora Ribot Lacosta (Unides Podem)    |          |
| Presidència                                                       | Teresa Suárez Genovard (PSIB-PSOE)     |          |
| Hisenda i Funció Pública                                          | Josep Lluís Colom Martínez (PSIB-PSOE) |          |
| Drets Socials                                                     | Javier de Juan Martín (PSIB-PSOE)      |          |
| Territori                                                         | Maria Antònia Garcias Roig (PSIB-PSOE) |          |
| Mobilitat i Infraestructures                                      | Iván Sevillano Miguel (Unides Podem)   |          |
| Promoció Econòmica i Desenvolupament Local                        | Jaume Alzamora Riera (MÉS)             |          |
| Turisme i Esports                                                 | Andreu Serra Martínez (PSIB-PSOE)      |          |